# Hitomi Tanaka

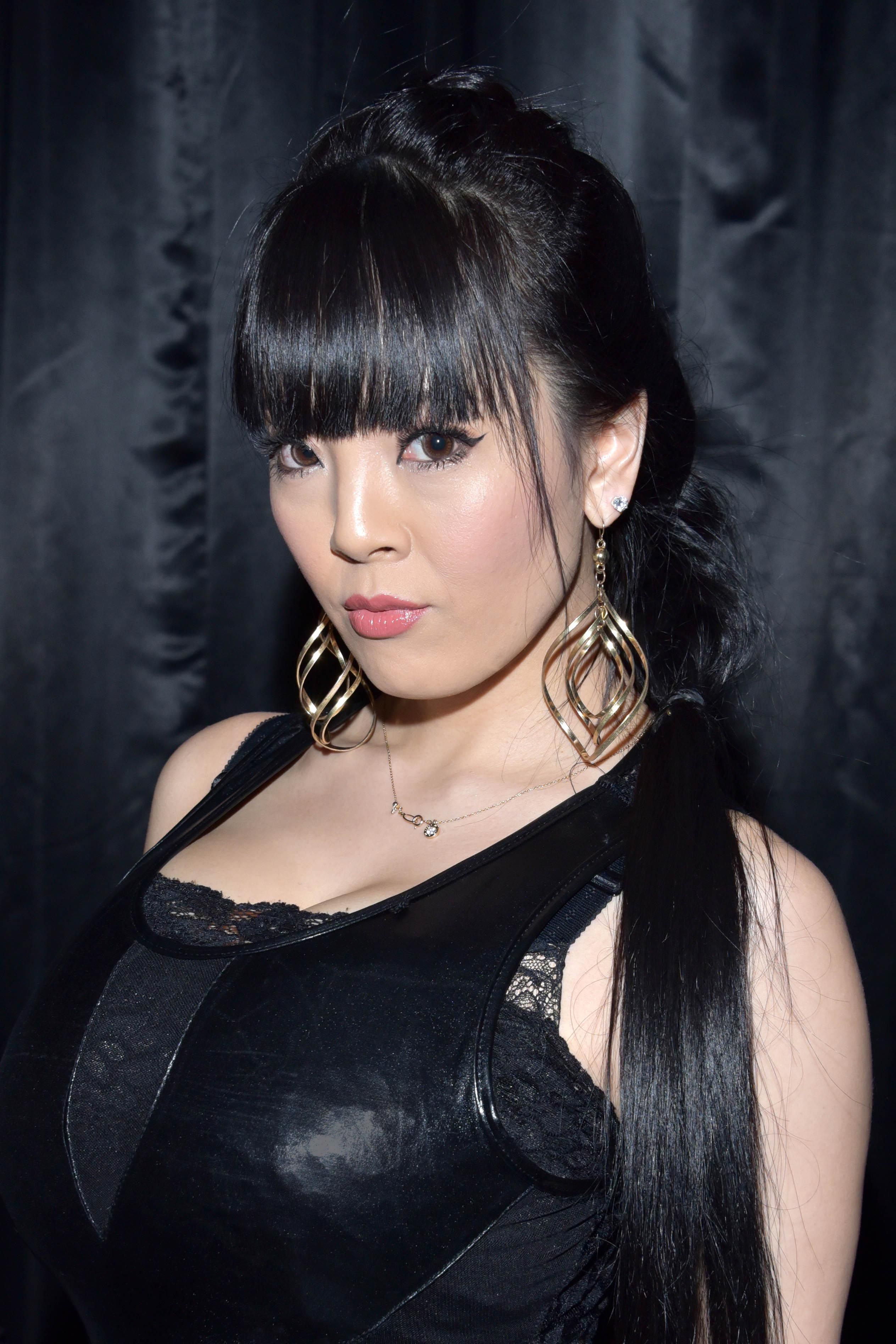
Hitomi Tanaka bei der AVN Awards Show am 21. Januar 2017

Hitomi Tanaka (jap. 田中 瞳, Tanaka Hitomi; * 18. Juli 1986 in der Präfektur Kumamoto) ist eine japanische Nackt- und ehemalige Pornodarstellerin und Gravure Idol. 
Bekannt wurde sie unter anderem in Japan und darüber hinaus durch ihre großen Brüste, die mit der japanischen Größe 97J angegeben werden. Ihr Pseudonym ist Hitomi in lateinischen Buchstaben.

## Biografie
Hitomi Tanaka wurde am 18. Juli 1986 in der Präfektur Kumamoto, Japan geboren. Ihr Debüt hatte sie im November 2007 im Gravure-Idol-Video Bakunyū J no Shōgeki Shitakenbun (爆乳Ｊの衝撃下検分). Daran schlossen sich einige weitere Produktionen als Gravure Idol an, bei denen sie zunächst also stets angezogen war. Im September 2008 veröffentlichte V-Cinema zwei Softcore-Produktionen von Zen Pictures, die als Anspielung auf Sentai konzipiert waren. April 2022 trat sie als Pornodarstellerin zurück.

## Filmografie
| Titel | Veröffentlichung                 | Studio                                        | Regisseur         | Anmerkungen                                                           |
| --- | -------------------------------- | --------------------------------------------- | ----------------- | --------------------------------------------------------------------- |
| Tanaka Hitomi: Bakunyū J no Shōgeki 田中瞳 爆乳Jの衝撃 | 2007-11-08                       | C&H (CHNS-3)                                  |                   | Gravure (nicht nackt)                                                 |
| Tanaka Hitomi: Naissho Gokunyū J no Waisetsu 田中瞳 ナイショ 極乳Jの猥褻                                                                                              | 2008-01-05                       | C&H (CHNS-4)                                  |                   | Gravure (nicht nackt)                                                 |
| Premium Cutie Tanaka Hitomi PREMIUM CUTIE 田中瞳 | 2008-05-08                       | C&H (CHD-27)                                  |                   | Gravure (nicht nackt)                                                 |
| Premium Cutie Tanaka Hitomi & Himegami Yuri PREMIUM CUTIE 田中瞳&姫神ゆり                                                                                             | 2008-08-07                       | C&H (CHD-29)                                  |                   | mit Yuri Himegami Gravure (nicht nackt)                               |
| Premium Cutie Tanaka Hitomi 2 PREMIUM CUTIE 田中瞳2 | 2008-09-04                       | C&H (CHD-30)                                  |                   | Gravure (nicht nackt)                                                 |
| Bakunyū Sentai Fiber Star 1 爆乳戦隊ファイバスター 前編 | 2008-09-12                       | Zen Pictures (ZARD-65)                        |                   | V-Cinema                                                              |
| Bakunyū Sentai Fiber Star 2 爆乳戦隊ファイバスター 後編 | 2008-09-28                       | Zen Pictures (ZARD-66)                        |                   | V-Cinema                                                              |
| Geinōjin Hitomi: Shōgeki no AV Debut 芸能人 Hitomi 衝撃のAVデビュー                                                                                                   | 2008-11-06                       | SOD (STAR-128)                                |                   | Pornodebüt                                                            |
| Geinōjin Saisho no Saigo no Tairan Komogomo 4-jikan SP 芸能人 最初で最後の大乱交4時間SP                                                                               | 2008-12-04                       | SOD (STAR-142)                                |                   | mit Kotono, Sasa Handa, Azusa Itagaki & Non Yazawa                    |
| Geinōjin Hitomi: Aozora no Shita de Sex Hatsuroshutsu 芸能人 Hitomi 青空の下でセックス初露出                                                                          | 2008-12-18                       | SOD (STAR-134)                                |                   |                                                                       |
| Geinōjin Hitomi: Shikkin suru hodo…. mVISION 芸能人 Hitomi 失禁するほど…。mVISION                                                                                     | 2009-01-22                       | SOD (STAR-139)                                |                   |                                                                       |
| Geinōjin Hitomi: Shōkōkyū Soap-jō 芸能人 Hitomi 超高級ソープ嬢 | 2009-02-19                       | SOD (STAR-148)                                | Hajime Yarigasaki |                                                                       |
| Geinōjin Hitomi: Gekichikan Jigoku 芸能人 Hitomi 激痴漢地獄 | 2009-03-19                       | SOD (STAR-153)                                |                   |                                                                       |
| Geinōjin Hitomi: (Hatsu) Nakadashi Tengoku 芸能人 Hitomi （初）中出し天国                                                                                             | 2009-04-18                       | SOD (STAR-159)                                |                   |                                                                       |
| Hitomi: Kiseki no J Cup Hitomi 奇跡のJカップ | 2009-05-14                       | REbecca (REBD-003)                            |                   | Softcore-Video                                                        |
| Geinōjin Hitomi: Tōkyō Roshutsu Sex 芸能人 Hitomi 東京露出セックス | 2009-05-21                       | SOD (STAR-165)                                |                   |                                                                       |
| Geinōjin Hitomi: Injo 芸能人 Hitomi 淫女 | 2009-06-18                       | SOD (STAR-171)                                | Casey Takeda      |                                                                       |
| Geinōjin Hitomi: Gekiiki Gekifuki Portio 芸能人 Hitomi 激イキ激吹きポルチオ                                                                                           | 2009-07-23                       | SOD (STAR-177)                                | Keita★No.1        |                                                                       |
| Geinōjin Hitomi: Yarimakuri Ikimakuri Kanzen Nagakubo Akira Han 8-jikan 芸能人 Hitomi ヤリまくりイキまくり完全永久保存版8時間                                         | 2009-08-06                       | SOD Value (SDMS-814)                          |                   | Zusammenstellungen von Szenen aus ihren vorigen SOD-Videos            |
| Dengeki Iseki! Super J Hitomi 電撃移籍！SUPER J Hitomi | 2009-08-13 (DVD) 2009-09-01 (BD) | Arashi-Supergirl (DVD: ARS-020, BD: 9ARS-020) | Minami Haou       |                                                                       |
| Private Teacher: Sensei wa Jcup Geinōjin プライベートティーチャー 先生はJcup芸能人                                                                                    | 2009-09-13                       | Arashi-Supergirl (ARS-024)                    | Hifumi Tatsuwo    |                                                                       |
| Bakunyū Waka Okusama Yūwaku 爆乳若奥様の誘惑 | 2009-10-13                       | Arashi-Supergirl (ARS-027)                    | FLAGMAN           |                                                                       |
| Seishi Daisuki Boin Hobo-san 精子大好きボイン保母さん | 2009-11-13                       | Arashi-Supergirl (ARS-030)                    | Fubuki Sakura     |                                                                       |
| Bakunyū Paizuri Special 爆乳パイズリSPECIAL | 2009-12-13                       | Arashi-Supergirl (ARS-032)                    | HiroA             |                                                                       |
| Hitomi×OPPAI×4-jikan Hitomi×OPPAI×4時間 | 2010-01-19                       | Oppai (PPPD-082)                              |                   |                                                                       |
| J Cup Chōbakunyū Body: Gekigekigeki Paizuri SP Jカップ超爆乳ボディー 激激激パイズリSP                                                                                 | 2010-03-01                       | Moodyz Diva (MIDD-599)                        | [Jo]Style         |                                                                       |
| No Bra Bakunyū Sensei no Munechira Jugyō ノーブラ爆乳先生の胸チラ授業                                                                                                 | 2010-04-01                       | Moodyz Diva (MIDD-610)                        | [Jo]Style         |                                                                       |
| Hitomo Super Best 8-jikan HitomiSUPER BEST8時間 | 2010-04-01                       | Arashi-Supergirl (SGB-004)                    |                   | Zusammenstellung von Szenen aus ihren vorigen Arashi-Supergirl-Videos |
| Jcup Geinōjin: Shinsei Nakadashi Jcup芸能人 真性中出し | 2010-05-01                       | Moodyz Gati (MIGD-325)                        |                   |                                                                       |
| Dream Woman 78 ドリームウーマン78 | 2010-06-01                       | Moodyz Gati (MIGD-331)                        | Alala Kurosawa    |                                                                       |
| J Cup Geinōjin no Bakunyū ga Chigireru made Naburi Taose!! Jカップ芸能人の爆乳がチギれるまで嬲り倒せ！！                                                              | 2010-07-01                       | Moodyz Diva (MIDD-648)                        | Fubuki Sakura     |                                                                       |
| J Cup Geinōjin Bukkake Nakadashi Paipai Irrumatio Fuck Jカップ芸能人ぶっかけ中出しパイパンイラマチオFUCK                                                              | 2010-08-01                       | Moodyz Gati (MIGD-347)                        | HiroA             |                                                                       |
| Hitomi no 97cm Jcup Paizuri Special Hitomiの97cmJcupパイズリSpecial                                                                                                   | 2010-09-19                       | Oppai (PPPD-107)                              |                   |                                                                       |
| 97cm & Jcup no Bakunyū Nurse ga Yasashiku Chinpo o Okasu 97cm＆Jcupの爆乳ナースが優し～くチンポを犯す                                                                 | 2010-10-19                       | Oppai (PPPD-112)                              |                   |                                                                       |
| Oppai Joyū Hitomi ga Kyonyū Mania no Jitaku Hōmon – Fan Complex Kimochiyoku Kaiketsu OPPAI女優Hitomiが巨乳マニアの自宅訪問 ～ファンのコンプレックスを気持ちよく解決～ | 2010-11-19                       | Oppai (PPPD-115)                              |                   |                                                                       |
| Samen 500 Renpatsu no Senrei ザーメン500連発の洗礼 | 2010-12-25                       | DAS (DASD-132)                                | TAKE-D            |                                                                       |
| Sekai de Ichiban Ōki na Chinpo o Motsu Otoko no Sex 世界で一番大きなチンポを持つ男のSEX                                                                               | 2011-01-19                       | Rookie (RKI-106)                              | Tiger Sakei       |                                                                       |
| Chi●po o Kitaeru Hagemashi Paizuri Sex チ●ポを鍛える励ましパイズリセックス                                                                                            | 2011-02-13                       | Moodyz Diva (MIDD-738)                        | cobo              |                                                                       |
| Mubōbi na Nyūbō no Yūwaku – Haken Shain J Cup 無防備な乳房の誘惑 ～派遣社員はJカップ～                                                                                | 2011-03-13                       | Moodyz Diva (MIDD-751)                        |                   |                                                                       |